# 普雷森特里奇鎮區 (伊利諾伊州利文斯頓縣)
普雷森特里奇鎮區（英語：Pleasant Ridge Township）是位於美國伊利諾伊州利文斯頓縣的一個行政鎮區。

## 地方資料
根據2010年美國人口普查的數據，普雷森特里奇鎮區的面積為75.90平方千米，當中陸地面積為75.90平方千米，而水域面積為0.00平方千米。當地共有人口241人，而人口密度為每平方千米3.18人。